# 陳粒
陈粒（1990年7月26日—），出生于貴州貴陽，中国民谣女歌手、独立音乐人、唱作人，前空想家乐队主唱。毕业于上海对外经贸大学。

## 经历
- 2014年，隨空想家樂隊推出樂隊首張EP專輯《萬象》；《奇妙能力歌》入圍“第四屆阿比鹿音樂獎”年度民謠單曲。

- 2015年，推出首張個人音樂專輯《如也》[5]。

- 2016年，獲得“第五屆阿比鹿音樂獎”最受歡迎音樂人（民謠）；推出首支單曲《幻期頤》；發行新專輯《小夢大半》[6]。

- 2017年，為紀錄片《一個人的收藏》作曲及主唱主題曲《My Dear Art》[7]。

- 2017年，節目《快樂男聲》的音樂導師。2017年2月22日，推出个人单曲《戏台》；3月7日，推出个人原创单曲《好在》，并作为网络剧《问题餐厅》的片尾曲[8]；3月28日，推出个人单曲《庆祝》[9]。
- 2018年1月5日，推出个人单曲《研山图》[10]。

## 音乐作品

### 正规专辑
| 發行順序 | 專輯資料                                                                                 | 曲目 |
| -------- | ---------------------------------------------------------------------------------------- | --- |
| 1        | 《如也》 - 發行日期：2015年2月1日 - 語言：普通話                                         | 曲目 1. 不灭 2. 如也 3. 奇妙能力歌 4. 历历万乡 5. 光 6. 贪得 7. 七楼 8. 易燃易爆炸 9. 绝对占有 相对自由 10. 脱缰 11. 走马 12. 祝星 13. 正趣果上果 14. 20 Times You 15. 五言                         |
| 2        | 《小夢大半》 - 發行日期：2016年7月26日 - 語言：普通話                                    | 曲目 1. 芳草地 2. 怪不得 3. 小半 4. 桥豆麻袋 5. 任朝暮 6. 无生无 7. 大梦 8. 自渡 9. 虚拟 10. 睡吧                                                                                                   |
| 3        | 《在蓬莱 in Blue Note Beijing》(現場專輯) - 發行日期：2017年7月26日 - 語言：普通話、英文 | 曲目 1. Shadow（live）夜神仙 2. Gold Unfold（live）肿胀 3. Another Run（live） 新一轮 4. Ocean Keeper（live）海洋管理 5. Secret Door（live）消息 6. Place of Empty（live）有 7. Penglai (live) 蓬莱 |
| 4        | 《玩》 - 發行日期：2018年7月26日 - 語言：普通話                                          | 曲目 1. 青原 2. 空舞 3. 望穿 4. 情景剧 5. 独行侠 6. 啊 7. 八节木 8. 我们存在一刹那的喜欢 9. 浪味仙地 10. 有此山                                                                                     |
| 5        | 《洄游》 - 發行日期：2019年7月26日 - 語言：普通話                                        | 曲目 1. 有霧來 2. 第七日 3. 山水人物 4. 藍 5. 美麗海 6. 愛完不完 7. 飛白 8. 下世紀見 9. 超認真嬉戲 10. 素日之死 11. 群居生物 12. 泛靈                                                               |
| 6        | 《悠长假期》 - 發行日期：2021年8月17日 - 語言：普通話                                    | 曲目 1. 魔鬼辣 2. 玉人歌 3. 早上好 4. 比如世界 5. 大裂缝 6. 巨雾 7. 游鱼 8. 实用音乐 9. 悠长假期 10. 雨燕                                                                                           |
| 7        | 《防沉迷》 - 發行日期：2023年7月26日 - 語言：普通話                                      | 曲目 1. 无烟区 2. 飞松 3. 懒得 4. 知洲 5. 有则抱抱无则笑笑 6. 命中梦中无形无法 7. U。U 8. 泥丸 9. 警告一次 10. 沉迷                                                                                 |
| 8        | 《乌有乡地图》 - 發行日期：2024年7月26日 - 語言：普通話                                  | 曲目 1. 留下 2. 乱 3. 戚夫人和司马迁 4. 天黑了 5. 在我的道路上 6. 寒山子 7. 冒着泡 8. 海市蜃楼 9. 一粒                                                                                              |

### 单曲
- 远辰 2015年7月
- 爱若 2015年12月
- 《幻期颐》 2016年3月8日（以粒粒名稱發表）
- 隐形兽 2016年（以粒粒名稱發表）
- 《38号大迪曲》 2016年10月（和好妹妹乐队合唱） 电影《外公芳龄38》宣传曲
- 《当我在这里》2016年11月 纪录电影《我在故宫修文物》主题曲
- 周游 2016年12月19日
- 戏台 2017年2月22日
- 《好在》2017年3月7日 网络剧《问题餐厅》片尾曲

- 《庆祝》2017年3月28日
- 《新年快乐》2017年12月20日 与好妹妹乐队、焦迈奇合唱
- 《研山图》2018年1月8日
- 花开 2018年3月24日
- 从头 2018年9月12日
- best better ever 2018/11/27 Cosmos时尚美丽盛典主题曲
- 只记今朝笑2019/1/1 和好妹妹乐队、焦迈奇、粒粒、王加一合唱
- 四海 2019/1/20  支付宝五福电影《七里地》主题曲
- 无所求必满载而归 2019/3/27
- 《圓形的海》2019年5月6日 電影《企鵝公路》中文推廣曲
- 《多多流意》2019年5月23日 紀錄片《是麵包，是空氣，是奇蹟啊》主題曲
- 《時間都知道》2019年7月22日 電視劇《 时间都知道》主題曲
- 《相親相愛》2020年1月1日 和 好妹妹乐队、秦昊、張小厚、粒粒、焦邁奇、王加一、陳婧霏合唱
- 《抱歉抱歉》2020年4月17日 《 我是唱作人2第1期Live》
- 《空空》2020年4月20日 《 我是唱作人2第2期Live》
- 《自然環境》2020年4月30日 《 我是唱作人2第3期Live》
- 《劇烈》2020年5月8日 《 我是唱作人2第4期Live》
- 《走失》2020年5月15日 《 我是唱作人2第5期Live》
- 《遠遊》2020年5月22日 《 我是唱作人2第6期Live》
- 《且慢》2020年5月29日 《 我是唱作人2第7期Live》
- 《清透》2020年6月5日 《 我是唱作人2第8期Live》
- 《拜拜》2020年6月26日《 我是唱作人2第11期Live》
- 《世界正中》2020年7月26日
- 《短歌》2020年10月12日《葉嘉瑩文學紀錄片 -掬水月在手 主題曲》
- 《河馬》2020年10月15日
- 《漫漫人生路》2020年12月31日和 好妹妹乐队、秦昊、張小厚、粒粒、焦邁奇、王加一、陳婧霏、吳大衛、林貴敏、伍敬彬、蔡得才合唱

### 詞曲創作
| 發表年份 | 發表人   | 歌曲     | 詞     | 曲 | 專輯             | 備註 |
| -------- | -------- | -------- | ------ | -- | ---------------- | ---- |
| 2018     | 許茹芸   | 萬獸     | 呂彬   |    | 綻放的綻放的綻放 |      |
| 2018     | 焦邁奇   | 大人     | 焦邁奇 |    | 我的名字         |      |
| 2019     | 郁可唯   | 進化     |        |    | 路過人間         |      |
| 2019     | 張小厚   | 知我儀式 | 張小厚 |    | 柏林             |      |
| 2021     | 欧阳娜娜 | 无名浪潮 |        |    | NANA III         |      |

## 個人演唱會

### "小夢大半"2016巡迴演唱會 (19場)
| 場次 | 日期           | 國家／地區 | 城市 | 場館                 |
| ---- | -------------- | ---------- | ---- | -------------------- |
| 1    | 2016年9月2日   | 中國大陸   | 成都 | 锦城艺术宫           |
| 2    | 2016年9月4日   | 中國大陸   | 重慶 | 重庆人民大厦会堂     |
| 3    | 2016年9月11日  | 中國大陸   | 南京 | 人民大會堂           |
| 4    | 2016年9月16日  | 中國大陸   | 武汉 | 湖北劇院             |
| 5    | 2016年10月14日 | 中國大陸   | 昆明 | 云南省海埂会堂       |
| 6    | 2016年10月16日 | 中國大陸   | 廣州 | 中山紀念堂           |
| 7    | 2016年10月21日 | 中國大陸   | 天津 | 天津大禮堂           |
| 8    | 2016年10月23日 | 中國大陸   | 長沙 | 湖南大劇院           |
| 9    | 2016年10月28日 | 中國大陸   | 廈門 | 閩南大戲院           |
| 10   | 2016年11月4日  | 中國大陸   | 南京 | 太陽宮劇場           |
| 11   | 2016年11月6日  | 中國大陸   | 西安 | 索菲特人民大厦大戏院 |
| 12   | 2016年11月11日 | 中國大陸   | 上海 | 上海国际体操中心     |
| 13   | 2016年11月18日 | 中國大陸   | 北京 | 北京展覽館劇場       |
| 14   | 2016年11月20日 | 中國大陸   | 瀋陽 | 遼寧大劇院           |
| 15   | 2016年11月25日 | 中國大陸   | 深圳 | 南山文體中心劇院     |
| 16   | 2016年12月2日  | 中國大陸   | 杭州 | 杭州劇院             |
| 17   | 2016年12月4日  | 中國大陸   | 太原 | 山西大劇院           |
| 18   | 2016年12月18日 | 中國大陸   | 福州 | 福建會堂             |
| 19   | 2017年1月20日  | 中國大陸   | 寧波 | 寧波大劇院           |

### "洄游"全國巡迴演唱會 (17場)
| 場次 | 日期           | 國家／地區 | 城市 | 場館                           |
| ---- | -------------- | ---------- | ---- | ------------------------------ |
| 1    | 2019年11月9日  | 中國大陸   | 成都 | 五糧液成都金融城演藝中心       |
| 2    | 2019年11月16日 | 中國大陸   | 蘇州 | 蘇州市體育中心體育館           |
| 3    | 2019年11月23日 | 中國大陸   | 天津 | 天津體育館                     |
| 4    | 2019年12月21日 | 中國大陸   | 杭州 | 黃龍體育館                     |
| 5    | 2023年4月15日  | 中國大陸   | 长沙 | 湖南国际会展中心               |
| 6    | 2023年5月7日   | 中國大陸   | 北京 | 凯迪拉克中心                   |
| 7    | 2023年6月3日   | 中國大陸   | 广州 | 广州体育馆1號館                |
| 8    | 2023年7月8日   | 中國大陸   | 深圳 | 深圳湾体育中心"春茧"体育馆     |
| 9    | 2023年7月15日  | 中國大陸   | 上海 | 梅赛德斯-奔驰文化中心          |
| 10   | 2023年7月22日  | 中國大陸   | 西安 | 西安奥体中心体育馆             |
| 11   | 2023年7月29日  | 中國大陸   | 南京 | 南京奥体中心体育馆             |
| 12   | 2023年8月12日  | 中國大陸   | 重庆 | 华熙文体中心                   |
| 13   | 2023年9月16日  | 中國大陸   | 沈阳 | 辽宁体育馆                     |
| 14   | 2023年9月24日  | 中國大陸   | 武汉 | 武汉体育中心体育馆             |
| 15   | 2023年11月4日  | 中國大陸   | 绍兴 | 绍兴奥体中心阿里巴巴文娱体育馆 |
| 16   | 2023年11月18日 | 中國大陸   | 贵阳 | 贵阳国际会议展览中心1号展厅    |
| 17   | 2024年1月27日  | 中國大陸   | 佛山 | 佛山国际体育文化演艺中心       |

### "陳粒的悠長假期"巡迴演唱會 (18場)
| 場次 | 日期           | 國家／地區 | 城市   | 場館                       |
| ---- | -------------- | ---------- | ------ | -------------------------- |
| 1    | 2022年8月3日   | 中國大陸   | 瀋陽   | 原料庫LiveHouse            |
| 2    | 2022年8月10日  | 中國大陸   | 廈門   | WOKESHOW星巢沃克秀         |
| 3    | 2022年8月17日  | 中國大陸   | 杭州   | 大麥66 LiveHouse           |
| 4    | 2022年8月18日  | 中國大陸   | 杭州   | 大麥66 LiveHouse           |
| 5    | 2022年8月24日  | 中國大陸   | 天津   | 大麥66 LiveHouse           |
| 6    | 2022年8月31日  | 中國大陸   | 哈爾濱 | Le 大麦LiveHouse           |
| 7    | 2022年12月15日 | 中國大陸   | 珠海   | 對白SPACE                  |
| 8    | 2022年12月21日 | 中國大陸   | 貴陽   | KaiLivehouse               |
| 9    | 2022年12月28日 | 中國大陸   | 成都   | 麓湖·水上劇場              |
| 10   | 2023年1月11日  | 中國大陸   | 昆明   | MODERN SKY LAB             |
| 11   | 2023年1月12日  | 中國大陸   | 昆明   | MODERN SKY LAB             |
| 12   | 2023年1月14日  | 中國大陸   | 合肥   | 奕空間                     |
| 13   | 2023年2月15日  | 中國大陸   | 大连   | 赫兹空间（佳兆业店）       |
| 14   | 2023年2月16日  | 中國大陸   | 大连   | 赫兹空间（佳兆业店）       |
| 15   | 2023年2月22日  | 中國大陸   | 石家庄 | 人民会堂西厅爱美鲸艺术现场 |
| 16   | 2023年2月22日  | 中國大陸   | 青岛   | Downtown Live              |
| 17   | 2023年2月22日  | 中國大陸   | 哈尔滨 | le大麦live house           |
| 18   | 2023年2月22日  | 中國大陸   | 福州   | MAAQUUxCH8 Livehouse       |

### 「一粒」十周年巡回演唱会 (进行中)
| 場次 | 日期          | 國家／地區 | 城市 | 場館                  |
| ---- | ------------- | ---------- | ---- | --------------------- |
| 1    | 2025年7月26日 | 中國大陸   | 北京 | 华熙LIVE·五棵松       |
| 2    | 2025年7月27日 | 中國大陸   | 北京 | 华熙LIVE·五棵松       |
| 3    | 2025年8月8日  | 中國大陸   | 上海 | 梅赛德斯-奔驰文化中心 |
| 4    | 2025年8月9日  | 中國大陸   | 上海 | 梅赛德斯-奔驰文化中心 |

## 综艺節目
| 播放日期                 | 頻道     | 節目名稱                | 備註                       |
| ------------------------ | -------- | ----------------------- | -------------------------- |
| 2017年6月9日－9月8日     | 芒果TV   | 2017快乐男声            | 與李健、羅志祥擔任評委     |
| 2018年4月28日            | 浙江卫视 | 异口同声                | 參演嘉賓                   |
| 2018年12月23日－12月30日 | 江蘇卫视 | 蒙面唱將猜猜猜 (第三季) | 參演嘉賓                   |
| 2019年3月9日－5月25日    | 優酷     | 這！就是原創            | 與蕭敬騰、王嘉爾擔任評委   |
| 2020年4月16日－          | 愛奇藝   | 我是唱作人2             | 首發嘉賓                   |
| 2021年                   | 湖南衛視 | 誰是寶藏歌手            | 主持人                     |
| 2023年11月11日           | 哔哩哔哩 | 爱唱歌的大学生          | 与尚雯婕、中岛美嘉担任评委 |

## 获奖与提名
- 2014年“第四届阿比鹿音乐奖”年度民谣单曲 《奇妙能力歌》（提名）
- 2016年1月21日 2015年第五届阿比鹿音乐奖 最受欢迎音乐人（民谣） 年度最受欢迎唱片奖（民谣）《如也》  年度最受欢迎单曲奖（民谣）《奇妙能力歌》
- 2016年4月9日 第十六届音乐风云榜年度盛典 原创新势力奖
- 2016年4月16日“华语金曲奖”年度最佳国语女新人奖提名
- 2016年9月27日 2016年度亚洲新歌榜 年度最佳新锐音乐人
- 2016年12月28日 2016腾讯娱乐白皮书 年度卓越艺人
- 2017年8月11日 第十七届华语音乐传媒大奖 年度最受瞩目女歌手奖和年度最受瞩目音乐人奖提名
- 2017年12月16日 第十一届音乐盛典咪咕汇年度最受欢迎原创音乐人奖
- 2017年12月18日 2017年时尚COSMO美丽盛典年度最美人物